# Inwersja czasowa fabuły
Inwersja czasowa fabuły – sposób narracji, w którym wydarzenia nie są opowiadane w porządku chronologicznym, ale według innej, często pozornie dowolnej, zasady. Opowieść może więc rozpoczynać się od wydarzeń stosunkowo niedawnych, przejść do historii z przeszłości, a potem powrócić do teraźniejszości narratora. Zabieg taki w warstwie samej opowieści uzasadniany jest najczęściej kolejnością przypominania sobie zdarzeń, wypadków czy szczegółów przez opowiadającego.